# كيم كي-سو
كيم كي-سو (هانغل: 김기수) هو لاعب كرة قدم كوري جنوبي في مركز الوسط، ولد في 5 أغسطس 1982 في طوكيو في اليابان. لعب مع ميتو هوليهوك ونادي فوكوشيما يونايتد.

## وصلات خارجية
- كيم كي-سو على موقع رابطة كرة القدم اليابانية للمحترفين (اليابانية)